# Brestov (Prešov)
Brestov es un municipio del distrito de Prešov en la región de Prešov, Eslovaquia, con una población estimada a final del año 2024 de 461 habitantes.
Se encuentra ubicado en el centro-sur de la región, en el valle del río Torysa (cuenca hidrográfica del río Tisza) y cerca de la frontera con la región de Košice.

## Demografía
| Año        | 1994 | 2004    | 2014    | 2024    |
| ---------- | ---- | ------- | ------- | ------- |
| Población  | 479  | 454     | 449     | 461     |
| Diferencia |      | −5,21 % | −1,10 % | +2,67 % |

| Año        | 2023 | 2024 |
| ---------- | ---- | ---- |
| Población  | 461  | 461  |
| Diferencia |      | +0 % |